# Aurelio Pozzi
Aurelio Pozzi (Albiolo, 9 novembre 1913 – Linares de Mora, 15 luglio 1938) è stato un militare e aviatore italiano, decorato di Medaglia d'oro al valor militare alla memoria nel corso della guerra civile spagnola.

## Biografia
Nacque ad Albiolo, provincia di Como, il 9 novembre 1913, figlio di Luigi e Egle Campana. Conseguito il diploma in ragioneria presso l'Istituto tecnico "Cesare Battisti" di Bolzano, si iscrisse alla facoltà di scienze economiche commerciali presso l'università Cà Foscari di Venezia pur svolgendo contemporaneamente la sua opera di ragioniere presso l'Azienda elettrica di Merano-Bolzano. Nel settembre 1935, in seguito a sua domanda e per concorso, fu ammesso nella Regia Aeronautica in qualità di allievo ufficiale pilota di complemento ed assegnato sull'aeroporto di Foligno fu nominato pilota d'aeroplano nel febbraio 1936. Trasferito sull'aeroporto di Aviano, fu nominato primo aviere nel mese di marzo e pilota militare in quello di giugno. Divenuto sottotenente di complemento il 1º luglio dello stesso anno, fu assegnato al 12º Stormo Bombardamento Terrestre di stanza a Montecelio e di lì, il 14 febbraio 1937, assegnato all'Aviazione Legionaria e mandato a combattere nella guerra di Spagna in forza alla 280ª Squadriglia del XII gruppo dotata di velivolo Savoia-Marchetti S.79 Sparviero. 
Nel marzo 1937 avrebbe disegnato i tre sorci verdi che in seguito fu il distintivo del 12º Stormo.
Durante le operazioni belliche si distinse particolarmente, venendo decorato con una medaglia d'argento e una di bronzo al valor militare, entrando in s.p.e. per meriti di guerra e venendo promosso tenente con anzianità 10 febbraio 1938. Cadde in combattimento il 15 luglio 1938 a Linares de Mora, e fu decorato con la medaglia d'oro al valor militare alla memoria. In seguito l'università Cà Foscari di Venezia gli conferì la laurea ad honorem.

### Annotazioni
1. ↑  Sportivo appassionato fu sempre presente ed animatore di ogni manifestazione goliardica.

### Fonti
1. 1 2 3 4 5 6 7  Combattenti Liberazione.
2. 1 2  Gruppo Medaglie d'Oro al Valor Militare 1965, p. 316.
3. 1 2  Ufficio Storico dell'Aeronautica Militare 1969, p. 110.
4. ↑  Medaglie d'oro al valor militare sul sito della Presidenza della Repubblica